# Cool Carriers
Cool Carriers AB (tidigare NYK Cool AB) är ett svenskt rederi som transporterar gods till sjöss, främst livsmedel som kräver kyl- och frysförvaring och bilar världen över. Cool Carriers har omkring 30 fartyg till sitt förfogande.
Rederiet är ett dotterbolag till det brittisk-ryska rederiet Baltic Reefers Agency Ltd., som förvärvade Cool Carriers 2014 av det japanska Nippon Yusen Kabushiki Kaisha (NYK Line).
För 2014 omsatte de omkring 1,9 miljarder SEK och hade 34 anställda. Huvudkontoret är beläget i Stockholm. 
De har också representationskontor i Chile, Nya Zeeland, Sydafrika och USA.